# Baddie (Nobu)
Baddie is een lied van het Nederlandse artiest Nobu. Het werd in 2021 als single uitgebracht en stond in hetzelfde jaar als zevende track op de deluxeversie van de ep Controle.

## Achtergrond
Baddie is geschreven door Maxim Hendriksen en James Michael Burki en geproduceerd door Nobu en James Michael Burki. Het is een nummer dat past in de genres nederhop en poprap. In het lied zingt en rapt Nobu over het verlangen naar een meisje waar hij nog geen relatie mee heeft. Het nummer is met Gister een van de meeste bekende en meest gestreamde nummers van de artiest.

## Hitnoteringen
De artiest had bescheiden succes met het lied in Nederland. Het stond op de 85e plaats van de Single Top 100 in de enige week dat het in deze hitlijst te vinden was. De Top 40 en haar Tipparade werden niet bereikt. 